# Vinyl FM
Vinyl FM är en svensk radiostation som ingår i Bauer Media som spelar populärmusik från 1960-talet och 1970-talet. Vinyl FM hette ursprungligen Vinyl 107, då stationen, när den startade 1994 i Stockholm, sände på 107,1 MHz. Detta var kort efter att det blivit lagligt att sända kommersiell radio i Sverige. Sändningarna går även att höra via mediaspelare på intenet. Målgruppen är män och kvinnor 45+.
Stationen spelade från start musik från slutet av 1950-talet till början av 1970-talet, även om dess slogan var "den bästa musiken från 60-talet". Inriktningen var framför allt på brittisk och amerikansk rock, pop och soulmusik, men även svenska grupper och artister som sjöng på engelska spelades. En profilerad programledare under denna tid var gamle Tages-sångaren Tommy Blom. Mellan den 2 maj 2008 och 29 september 2024 spelade kanalen musik från både 1960-, 1970- och 1980-talet. Från och med 30 september 2024 spelar kanalen endast musik från 1960 och 1970-talet. Den sista låten från 80-talet blev Marie Fredrikssons Efter Stormen.
Namnbytet till Vinyl FM gjordes i samband med att man började sända även i Dalarna och Gävleborg, 2013 respektive 2014 – då på andra frekvenser. Från augusti 2018 sänder man över Stockholm och Östergötland samt över internet via Radioplay.  

## Frekvenser
- Stockholm: 105,9 MHz
- Linköping 103,8 MHz

## Programledare
- Nuvarande
  - Richard Herrey
  - Mange Johansson
  - Peter Miljateig
  - Peter Borossy
- Tidigare
  - Sarah Mansouri
  - Jan "JB" Bengtsson
  - Sigge